# Cittanova (Croazia)
Cittanova (in croato Novigrad o Novigrad Istarski; fino al 1945 Cittanova d'Istria; in veneto Sitanova) è una città della Croazia di 3 883 abitanti situata sulla costa nord-occidentale dell'Istria, a circa 15 km dai vicini centri urbani di Parenzo, Umago e Buie e a circa 25 km dal confine con la Slovenia.

## Storia
Cittanova si trova citata come Neapolis nel VII secolo e come Civitas Nova nel IX secolo. Dal XII secolo e nelle testimonianze ecclesiastiche è chiamata Emona, Emonia, Aemonia.
Sede vescovile dalla tarda antichità fino al 1831, la città fu legata alla Repubblica di Venezia dal 1358, ma durante i secoli XVI e XVII guerre e malattie ne ridussero drasticamente la popolazione. Nel 1797, in forza del Trattato di Campoformio, passò all'Impero austro-ungarico, ma già nel 1803 fu occupata dai Francesi, quindi posta sotto il governo di Trieste. Nel 1805, per decisione di Napoleone, Cittanova passò sotto il Regno d'Italia. Dopo la sconfitta di Napoleone nel 1813 e la caduta del Regno Italico, ritornò sotto il dominio dell'Impero austriaco.
Cittanova fu un centro irredentista nell'Istria asburgica. A tutti i censimenti la popolazione si dichiarava di lingua italiana. Nel 1918 diviene italiana come il resto dell'Istria. Dopo la seconda guerra mondiale la cittadina entra a fare parte del Territorio Libero di Trieste, ma la Zona B in cui è situata in realtà rimane sotto occupazione militare jugoslava. Molti italiani fuggirono negli anni dal 1945 al 1948 in Italia (esodo istriano). Negli anni cinquanta gli italiani, ormai resisi conto che la città sarebbe rimasta definitivamente in mano jugoslava, abbandonarono in massa la località.

## Luoghi d'interesse
- Museo delle lapidi

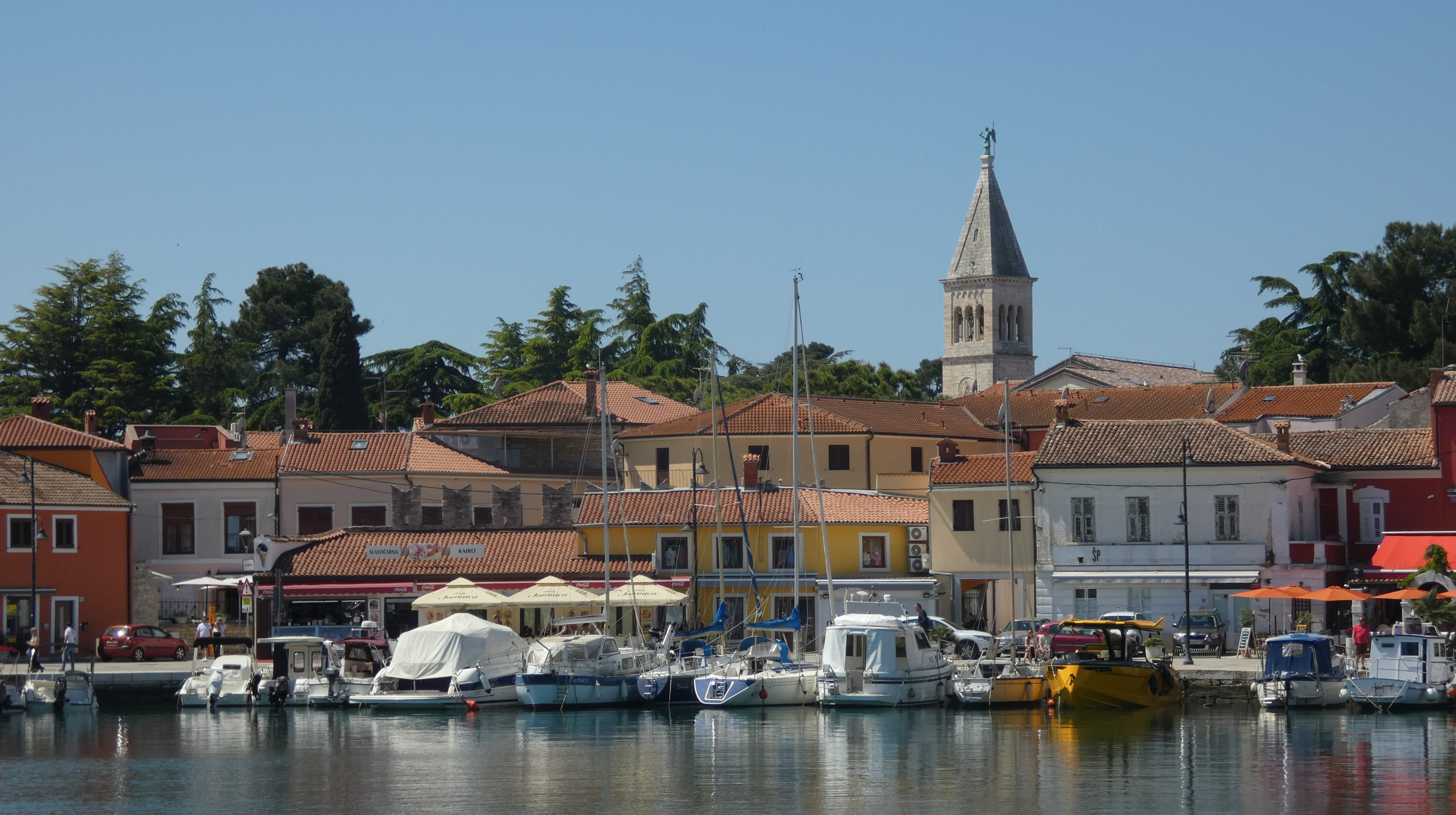
Il Porto di Cittanova, sullo sfondo il Campanile della Chiesa di San Pelagio e San Massimo

Al proprio interno vi è una collezione - tra le più importanti della Croazia - di 93 pietre monumentali di età antica e medievale (recente e tardo medioevo): davanzali, cornici, transenne, stemmi, tavole per altari, parti di ciborio, pilastri, capitelli.
- Chiesa di San Pelagio e San Massimo (V - VI secolo)

All'interno della chiesa parrocchiale di San Pelagio e di San Massimo vi è una cripta risalente al primo periodo romanico (unica in Istria e una tra le rare in Croazia).
- Campanile (1883)

Vi si erge la statua del compatrono della città, San Pelagio. La statua è di legno e rivestita in lamiera di bronzo.
- Il sarcofago (periodo paleocristiano)

Si presume provenga dal periodo paleocristiano. Le superfici del sarcofago sono semplicemente profilate, con il coperchio sotto forma di due spioventi e ai vertici quattro acroterii.
- Loggia Belvedere (XVI secolo)

- Palazzo Patrizio (1760)
- La Cisterna (1496)
- Le mura (XIII secolo)

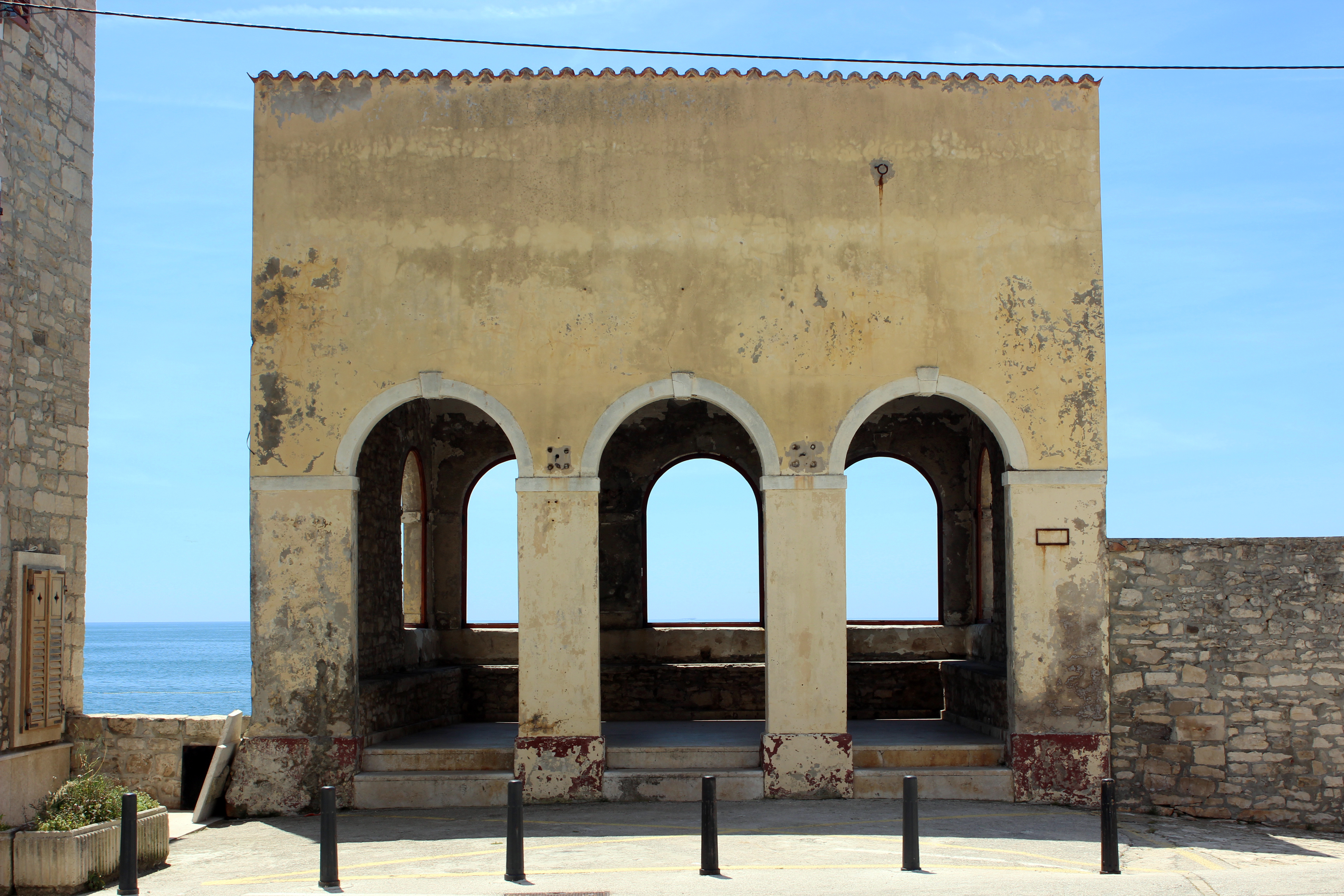
La loggia

- Chiesa della Vergine Maria del Carmelo (XV secolo)
- Villa di campagna/Monastero di Daila (1839)

Il complesso architettonico ottenne l'odierno aspetto nel 1839 quando venne realizzata la villa adiacente all'antico monastero di San Giovanni Battista di Daila, sorto a San Lorenzo di Daila attorno al V-VI secolo da parte dei monaci greci basiliani e poi passato al Patriarcato di Aquileia e ai benedettini. Con il suo territorio divenne un feudo monastico con una fiorente azienda agricola, che fu elevato a baronia dagli imperatori Ottoni e nel 1038 Corrado I donò il monastero e il feudo di San Lorenzo di Daila ai vescovi di Cittanova con il titolo di baroni. Nel 1835 il conte Francesco Grisoni, ultimo proprietario del feudo, farà costruire la villa e donerà la proprietà della chiesa, del monastero e i vasti terreni di S. Lorenzo di Daila ai monaci benedettini dell'Abbazia di Praglia (vicino a Padova), con l'obbligo di mantenervi una scuola elementare. Essi vi entreranno con dodici monaci nel 1860 e nel 1867, con la soppressione del monastero di Praglia, vi si trasferiranno completamente, mantenendo la proprietà fino al 1948, quando perderanno il possedimento. Fino al 1989 l'ex monastero aveva la funzione di pensionato e ospizio per i poveri.
- Museo della k.u.k. Kriegsmarine, la Imperiale e Regia Marina da Guerra dell'impero austro-ungarico, a due passi dal porto cittanovese. Il museo contiene molti reperti della fine del 1800 e della prima guerra mondiale, oltre a un'ampia e dettagliata storia della marina da guerra austro-ungarica a cavallo tra il XIX e il XX secolo.

## Economia

### Turismo
Il settore turistico ha cominciato a svilupparsi a Cittanova a partire dagli anni settanta, sino ad allora l'economia della cittadina era basato sulla pesca. Poco alla volta la piccola città ha iniziato a basare il proprio sviluppo economico sul turismo; grazie alla sua conformazione a penisola è circondata dal mare e presenta un interessante patrimonio storico-culturale oltre che una natura ben conservata.

La vicinanza con il confine rende Cittanova facilmente raggiungibile ai turisti dalla Slovenia e da Trieste. Cittanova dista circa 50 km in auto da Trieste e un paio d'ore in motonave da Venezia. La località è ricca di strutture ricettive: alberghi, campeggi, appartamenti, ristoranti. L'amministrazione comunale punta, per il futuro prossimo, nella direzione dello sviluppo di un moderno centro nautico: la marina cittanovese.

## Società

### Evoluzione demografica
Abitanti censiti

### La presenza autoctona di italiani
È presente una comunità di italiani autoctoni che rappresentano una minoranza residuale di quelle popolazioni italofone che abitarono per secoli la penisola dell'Istria e le coste e le isole del Quarnaro e della Dalmazia, territori che appartennero alla Repubblica di Venezia. La presenza degli italiani a Cittanova è drasticamente diminuita in seguito all'esodo giuliano dalmata, che avvenne dopo la seconda guerra mondiale e che fu anche cagionato dai "massacri delle foibe".
Secondo il censimento austriaco del 1910 la cittadina contava 2 239 abitanti che si dichiaravano compattamente di lingua italiana. Stesso risultato nel 1921 con il 100% della popolazione della popolazione di madrelingua italiana. Negli anni cinquanta gran parte dei cittanovesi abbandonarono il territorio.
Il censimento ufficiale croato del 2001, ha rilevato sul territorio comunale 4 002 abitanti: 1889 uomini e 2113 donne con la presenza della minoranza italiana pari al 15,32% della popolazione del comune. Secondo il censimento del 2011 la maggioranza della popolazione è formata da croati, circa l'80%, ma è forte anche la presenza della comunità italiana rimasta dopo l'esodo del dopoguerra, il 12,47% della popolazione che costituisce la locale Comunità degli Italiani di Cittanova e aderisce all'Unione Italiana. Presenti anche altre minoranze come sloveni, albanesi e serbi.

### Lingue e dialetti
La ripartizione linguistica nel 2001 e nel 2011: 
| %      | Ripartizione linguistica (gruppi principali) |
| ------ | -------------------------------------------- |
| 77,59% | madrelingua croata                           |
| 15,32% | madrelingua italiana                         |
| 1,97%  | madrelingua slovena                          |
| 3,02%  | madrelingua albanese                         |

| %      | Ripartizione linguistica (gruppi principali) |
| ------ | -------------------------------------------- |
| 79,26% | madrelingua croata                           |
| 12,47% | madrelingua italiana                         |
| 2,32%  | madrelingua slovena                          |
| 3,20%  | madrelingua albanese                         |

## Località
Il comune di Cittanova è diviso in cinque insediamenti (naselja), di cui Cittanova è il capoluogo con 2 586 abitanti (Censimento 2011, 31-03-2011):
- Antenale (Antenal)
- Businia (Bužinija)
- Cittanova o Cittanova d'Istria (Novigrad), sede comunale
- Daila (Dajla)
- Mareda (Mareda)

## Clima
| Cittanova           | Mesi | Mesi | Mesi | Mesi | Mesi | Mesi | Mesi | Mesi | Mesi | Mesi | Mesi | Mesi | Stagioni | Stagioni | Stagioni | Stagioni | Anno  |
| Cittanova           | Gen  | Feb  | Mar  | Apr  | Mag  | Giu  | Lug  | Ago  | Set  | Ott  | Nov  | Dic  | Inv      | Pri      | Est      | Aut      | Anno  |
| ------------------- | ---- | ---- | ---- | ---- | ---- | ---- | ---- | ---- | ---- | ---- | ---- | ---- | -------- | -------- | -------- | -------- | ----- |
| T. max. media (°C)  | 7,9  | 9,3  | 12,5 | 16,4 | 21,0 | 24,5 | 27,3 | 27,0 | 23,4 | 18,9 | 13,2 | 9,4  | 8,9      | 16,6     | 26,3     | 18,5     | 17,6  |
| T. min. media (°C)  | 3,3  | 3,8  | 6,0  | 9,2  | 13,4 | 17,0 | 19,5 | 19,3 | 16,3 | 12,4 | 7,6  | 4,5  | 3,9      | 9,5      | 18,6     | 12,1     | 11,0  |
| Precipitazioni (mm) | 75   | 68   | 71   | 85   | 77   | 82   | 64   | 87   | 104  | 93   | 114  | 84   | 227      | 233      | 233      | 311      | 1 004 |

## Curiosità
L'omonima località col nome in croato (Novigrad) è presente nell'universo letterario di Andrzej Sapkowski, apparendo come ambientazione sia nella saga di Geralt Di Rivia che nel terzo capitolo della trilogia videoludica.